# 天津大学南开大学附属小学
天津大学南开大学附属小学，简称天南大附小，前身是天津大学南开大学附属中学小学部。1972年，小学部独立成为天津大学南开大学附属小学。1978年6月，学校停办，同年9月分立为天津大学附属中学小学部和南开大学附属中学小学部:1154-1157。